# Совєтсько-Нікольське лісничество
Совє́тсько-Ні́кольське лісничество (рос. Советско-Никольское лесничество) — починок (колишнє селище) в Зав'яловському районі Удмуртії, Росія.
Знаходиться між селами Підшивалово та Совєтсько-Нікольське, обабіч дороги Іжевськ-Ува.
Населення — 4 особи (2010; 17 в 2002).
Національний склад станом на 2002 рік:
- росіяни — 77 %